# Turó de Collsesplanes
El Turó de Collsesplanes és una muntanya de 1.002 metres que es troba al municipi de Vilanova de Sau, a la comarca d'Osona.